# Maria Tore Barbina
Maria Tore Barbina (* 22. Juli 1940 in Udine; † 28. August 2007) war eine italienische Autorin und Übersetzerin. Sie war Professorin für lateinische Literatur in der Università di Trieste und lateinische Paläografie in der Università di Udine.

## Bibliographie
- Dizionario pratico e illustrato Italiano-Friulano (Agraf, Udine 1980)
- Saggio sulle scrittrici in lingua italiana (Rebellato, Torre di Mosto 1984)
- Vocabolario della lingua friulana Italiano-Friulano (Verbi editore, Udine 1991)
- Diplomi del monastero benedettino di S. Maria di Aquileia (Biblioteca Comunale di Verona, ms. 707)" (Gruppo Archeologico Aquileiese 2000)

Übersetzung in die furlanische Sprache
- Aristophanes "Lisistrate" (La Nuova Base, Udine 1985)
- Gaspara Stampa "Rimis di Amôr" (La Nuova Base, Udine 1985)
- Emily Dickinson "Poesiis" (La Nuova Base, Udine 1986)